# Gift (企業)
株式会社Gift（ギフト）は、東京都墨田区に本社を置く、フィギュアをはじめとするグッズの企画・設計・製造・輸出入および販売を行う企業である。

## 概要
2007年12月28日に設立された。フィギュアメーカーとして設立されたものの、当初はぬいぐるみを手掛けていた。2008年6月27日、公式サイトが開設された。
社名である「Gift」は、代表取締役の金子玄之がテレビで流れていた曲のタイトルが「Gift」であり、その意味合いが「贈りもの」以外にも「天からの授かりもの」という意味もあり、会社の設立に当たって「贈り物のような一つ一つ丁寧なものをお客様にお届けしたい」という願いを込めたことが由来だという。
主な事業内容として、フィギュア、音響・映像機器および設備、アクセサリー等の企画、製造、輸出入および販売を行っている。